# John Covert
John Covert (1882-1960), né et mort à Pittsburgh (Pennsylvanie), est un peintre américain.

## Biographie
Ayant grandi dans une famille de la bourgeoisie moyenne, son père est pharmacien, il étudie les mathématiques et s'intéresse de près à la cryptographie.
À partir de 1901, il étudie l'art avec Martin Leisser, peintre réaliste, ancien élève des Beaux-Arts de Munich et de Paris. En 1909, il s'inscrit à l'Académie des Beaux-Arts de Munich où il étudie le dessin d'après modèle.
Installé à Paris de 1912 à 1914, il reste imperméable aux tendances avant-gardistes de l'art français, le cubisme notamment.
Peu après le début de la Première guerre mondiale, il regagne les États-Unis. Il s'installe à New York où son cousin Walter Arensberg collectionne l'art africain et l'art moderne et lui fait connaître Marcel Duchamp, Francis Picabia et Man Ray.

Covert mélange les études photographiques de nus, des peintures de nus romantiques et symbolistes et des peintures abstraites considérées comme les plus proches de l'esprit Dada de New York. Influencé par Marcel Duchamp, il combine la peinture à des matériaux de toute sorte et son goût pour les mathématiques et la cryptographie.
En 1918, il est employé par le département cinéma du Comité d'information publique, pour contrôler l'information pendant la guerre.
John Covert participe à la Société Anonyme, Inc. (1920-1950) créée par Katherine Dreier, Duchamp et Man Ray, dont le but est d'exposer et collectionner les œuvres d'artistes modernes.
Dès le début des années 1920, New York ne jouant plus aucun rôle dans l'art moderne, il est contraint de fermer son atelier. Un cousin l'embauche comme agent commercial d'une usine de chaudronnerie. Dans les années 1930, il commence une longue désintoxication contre l'alcoolisme.
Il meurt d'un cancer.
On découvrira dans ses registres de commandes des dessins et des peintures.

## Œuvres
- Ex Act, 1919
- Water babies, 1919

## Source bibliographique
- Laurent Le Bon (sous la direction de) « Dada », catalogue de l'exposition présentée au Centre Pompidou du 5 octobre 2005 au 9 janvier 2006, édition du Centre Pompidou, Paris, 2005, pages 290 et 291.